# 刘明 (1954年)
刘明（1954年5月—），男，山东烟台人，生于福建南平。中华人民共和国政治人物。中国共产党党员，中共福建省委党校大专学历，

## 生平
1969年12月加入中国人民解放军服兵役。历任中共南平市委常委、市总工会主席、市委农办主任；福建省人民政府副秘书长、办公厅主任等职。2011年7月任福建省人民政府秘书长。